# Лоор, Иван Иванович
Иван Иванович Лоор (род. 11 декабря 1955, Обское, Алтайский край) — российский чиновник, политик.Депутат Государственной Думы  VII  и VIII созывов, член комитета Госдумы по аграрным вопросам, член фракции «Единая Россия». В 2008—2016 году председатель Алтайского краевого Законодательного Собрания. Из-за поддержки российско-украинской войны — под санкциями Евросоюза, Великобритании, США и ряда других стран.

## Биография
Иван Лоор родился 11 декабря 1955 года в семье российских немцев. В 1977 году поступил и в 1979 году закончил Павловский совхоз-техникум. В 1985 году получил высшее образование по специальность «учёный-агроном» в Алтайском сельскохозяйственном институте. В 2002 году прошёл переподготовку по специальности «Государственное и муниципальное управление» в Российской академии государственной службы при Президенте РФ. С 2007 года — кандидат экономических наук, защитил диссертацию в Российской академии государственной службы при Президенте РФ. Согласно исследованию Диссернет в кандидатской диссертации имеются многочисленные некорректные заимствования.
С 1974 по 1976 год проходил срочную службу в рядах Советской Армии. В 1976 году начал работать трактористом в совхозе «Плотниковский» Каменского района. В 1979 году Иван Лоор получил специальность агроном-организатор и в том же году был назначен управляющим Обским отделением совхоза «Плотниковский», а в ноябре 1982 года приглашен директором совхоза «Трансмашевский» одноименного завода. С октября 1986 года по апрель 1997 года Лоор руководил совхозом «Плотниковский».
В марте 1996 года был избран депутатом Алтайского краевого Законодательного Собрания 2-го созыва по одномандатному округу № 2. С апреля 1997 года работал в аппарате главы администрации Алтайского края, до 2001 года — консультантом-советником Губернатора края Александра Сурикова, первым заместителем начальника Главного управления сельского хозяйства Алтайского края. В 2004 году работал начальником Главного управления сельского хозяйства Алтайского края.
В марте 2008 избран депутатом Алтайского краевого Законодательного Собрания пятого созыва от партии «Единая Россия», был избран председателем Законодательного Собрания. В декабре 2011 года избран депутатом Алтайского краевого Законодательного Собрания шестого созыва от избирательного округу № 19, был повторно избран Председателем Заксобрания.
В 2013 г. удостоен звания "Почетный профессор" Алтайского государственного аграрного университета.
В 2016 году избран депутатом Госдумы по одномандатному округу от партии «Единая Россия».
Член Президиума Совета Законодателей Российской Федерации при Федеральном Собрании Российской Федерации. Возглавляет комиссию Совета законодателей по аграрно-продовольственной политике, природопользованию и экологии.
Возглавляет координационный совет по сельскохозяйственной политике, продовольствию и легкой промышленности Сибири Межрегиональной ассоциации «Сибирское соглашение».

## Законотворческая деятельность
С 2016 по 2019 год, в течение исполнения полномочий депутата Государственной Думы VII созыва, выступил соавтором 11 законодательных инициатив и поправок к проектам федеральных законов.

## Международные санкции
Из-за поддержки российской агрессии и нарушения территориальной целостности Украины во время российско-украинской войны находится под персональными международными санкциями разных стран.
23 февраля 2022 года внесён в санкционные списки стран Евросоюза за действия и политику, которые подрывают территориальную целостность, суверенитет и независимость Украины и еще больше дестабилизируют Украину.
24 февраля 2022 года включён в санкционный список Канады «близких соратников режима» за голосование о признании независимости «так называемых республик в Донецке и Луганске».
24 марта 2022 года, на фоне вторжения России на Украину, включён в санкционный список США за «соучастие в войне Путина» и «поддержку усилий Кремля по вторжению в Украину», Госдеп США заявил что депутаты Госдумы используют свои полномочия для преследования инакомыслящих и политических оппонентов, нарушают свободу информации, ограничивают права человека и основные свободы граждан России.
По аналогичным основаниям, с 11 марта 2022 года находится под санкциями Великобритании. С 25 февраля 2022 года находится под санкциями Швейцарии. С 26 февраля 2022 года находится под санкциями Австралии. С 12 апреля 2022 года находится под санкциями Японии. Указом президента Украины Владимира Зеленского от 7 сентября 2022 находится под санкциями Украины. С 3 мая 2022 года находится под санкциями Новой Зеландии.

## Награды
- Медаль «За трудовую доблесть» (1986) — за добросовестный труд в должности руководителя совхоза Плотниковский»
- Почетная грамота Министерства сельского хозяйства (2003, 2005)
- Серебряная медаль «За вклад в развитие агропромышленного комплекса России» (2005)
- Почетная грамота Администрации Алтайского края (2005)
- Медаль «За труды по сельскому хозяйству» (2007)
- Медаль «Совет Федерации. 15 лет» (2010)
- Почетный знак «За заслуги в развитии парламентаризма» (2010)
- Золотая медаль «За вклад в развитие агропромышленного комплекса России» (2010)
- Медаль «За заслуги в труде» (Алтайский край, 2010)
- Почетная грамота Алтайского краевого Законодательного Собрания (2010)
- Медаль «За заслуги» (Федеральная служба судебных приставов, 2011)
- Юбилейная медаль Алтайского края (2013)
- Орден «За заслуги перед Алтайским краем» II степени[21]
- Медаль «За заслуги во имя созидания»[22] (Алтайский край, 2 декабря 2020) — за активную законотворческую деятельность и многолетнюю плодотвооную работу во благо Алтайского края
- Юбилейная медаль «МПА СНГ. 30 лет» (16 ноября 2023, Межпарламентская ассамблея СНГ) — за заслуги в деле развития и укрепления парламентаризма, за вклад в развитие и совершенствование правовых основ функционирования Содружества Независимых Государств, укрепление международных связей и межпарламентского сотрудничества[23]